# ロビランテ
ロビランテ（伊: Robilante）は、イタリア共和国ピエモンテ州クーネオ県にある、人口約2,200人の基礎自治体（コムーネ）。

## 地理

### 位置・広がり
| 隣接するコムーネは以下の通り。 - ボーヴェス - ロアスキア - ロッカヴィオーネ - ヴェルナンテ - リモーネ・ピエモンテ |

#### 地震分類
イタリアの地震リスク階級 (it) では、3s に分類される
。

## 行政

### 分離集落
ロビランテには、以下の分離集落（フラツィオーネ）がある。
- Malandrè, Montasso, Tetto Chiappello, Tetto Pettavino, Vermanera.